# Marie-Lou Marcel
Marie-Lou Marcel est une femme politique française, membre du Parti socialiste français, née le 21 août 1953 à Estadens (Haute-Garonne).

## Parcours
Conseillère municipale de Decazeville de 1983 à 1995, puis adjointe au maire de 1995 à 2001, Marie-Lou Marcel devient conseillère régionale de Midi-Pyrénées en 2004.
Marie-Lou Marcel est élue députée de la deuxième circonscription de l'Aveyron en 2007 pour la XIIIe législature (2007-2012). Elle est membre de la commission des affaires économiques, de l'environnement et du territoire de l'Assemblée nationale. Responsable des ressources humaines de profession, elle est en dispense d'activité à la suite du congé charbonnier. Elle exerça au sein des Houillères des Bassins du Centre et du Midi-Charbonnages de France.
Lors des élections législatives françaises de 2012 elle est réélue pour un deuxième mandat de députée en recueillant 63,49 % des voix au second tour.
À partir de mars 2014, elle s'inscrit dans la ligne des frondeurs au sein du groupe socialiste à l'Assemblée nationale. Affaiblie dans son fief électoral à la suite de son échec aux élections municipales, elle revient sur sa décision de concourir à sa propre succession en novembre 2016 après avoir demandé son investiture en septembre. En décembre, elle annonce soutenir Benoît Hamon dans le cadre de la primaire de la Belle Alliance Populaire. Dès le soir du premier tour de l'élection présidentielle, elle appelle au rassemblement derrière Emmanuel Macron.
Pour les élections législatives françaises de 2017, elle dit « se mettre en congé du parti socialiste » et décide de soutenir la candidate de La République en marche Anne Blanc. Sur décision de la commission nationale des conflits du Parti socialiste, elle est exclue du Parti socialiste le 31 mai 2017.

### Mandats
Députée
- 20/06/2007 - 20/06/2017 : députée de la deuxième circonscription de l'Aveyron

Conseillère régionale
- 28/03/2004 - 13/12/2015 : conseillère régionale de Midi-Pyrénées
  - présidente de la commission des finances
  - membre de la commission permanente et des commissions : Énergie, Environnement et Développement durable, Industrie, PME-PMI, Grands groupes et services, Artisanat, commerce et services.

Conseillère municipale
- 20/03/1983 - 19/03/1989 : membre du conseil municipal de Decazeville
- 18/06/1995 - 17/06/2001 : adjointe au maire de Decazeville